# Українська лінія
Украї́нська лі́нія (рос. Украинская линия; нім. die Ukrainische Linie) — військово-інженерна система земляних укріплень у 1731–1770 роках на південному заході Російської імперії, на теренах сучасної південної України (Запорожжя, Слобожанщина і Донбас). Споруджена для захисту південних степових рубежів імперії від нападів кримських і ногайських татар. Одна з російських порубіжних оборонних ліній XVI — XIX століття. Довжина лінії — близько 285 км. Проходила від Дніпра по річці Орелі та її притоці Берестовій до річки Береки й злиття її із Дінцем. Будувалася за проектом генерала-німця Йоганна Вейсбаха. Будівництво почалось 1731 року, але тривало навіть у 1740-ві роки. На будівництві щороку працювало 20 тисяч гетьманських і 2 тисячі слобідських козаків, та близько 10 тисяч посполитих. Спочатку Українська лінія була приписана до Бєлгородської провінції Бєлгородської губернії. Наказом від 11 червня 1764 року лінія увійшла до Новоросійської губернії. Згодом Українська лінія разом зі Слов'яносербією були перейменовані на Катерининську провінцію. У складі лінії була 21 православна слобода. На території Катерининської провінції було сформовано Дніпровський, Донецький і Луганський пікінерські полки, до яких увійшли військові поселення і фортеці лінії.

## Ідея побудови

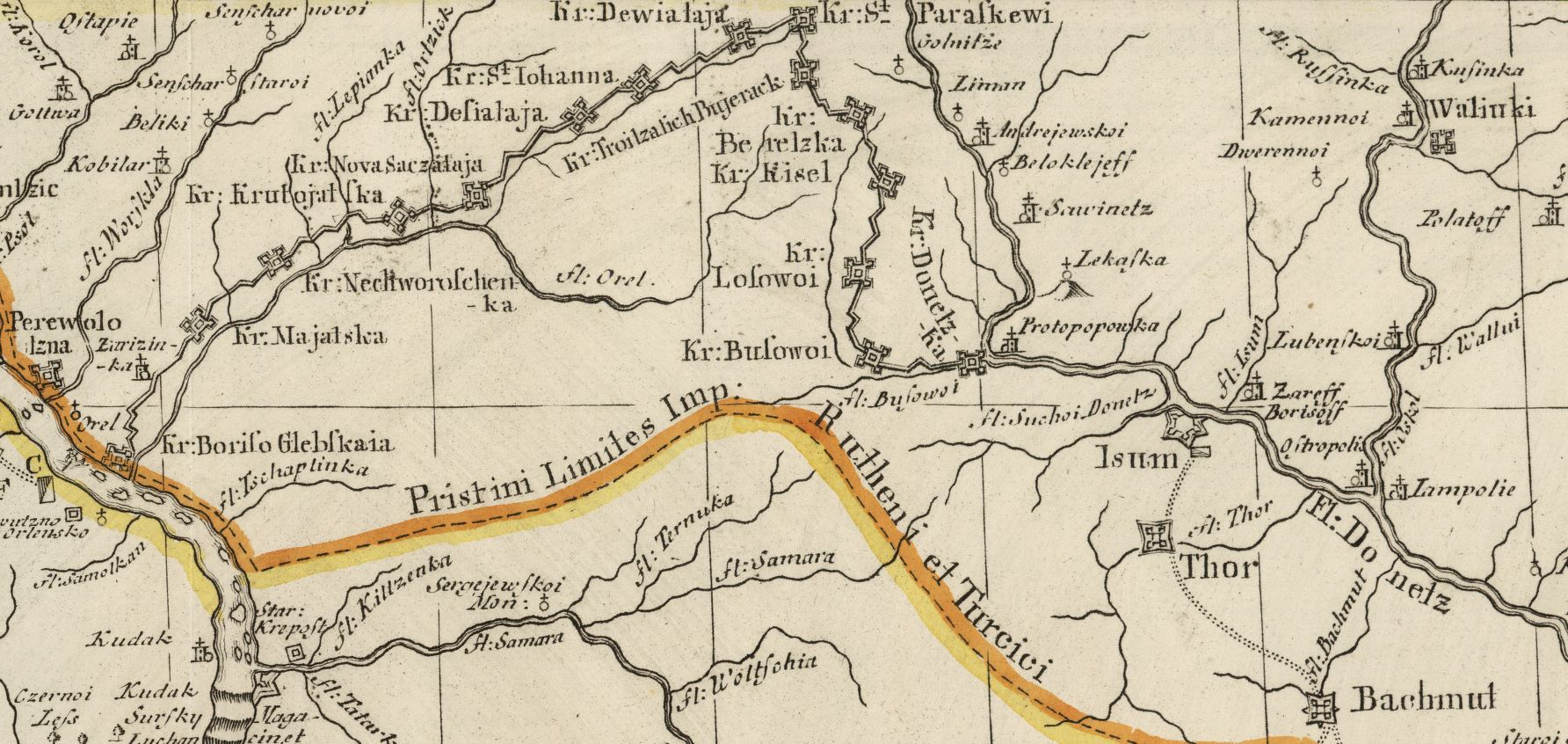
Українська лінія (1737).

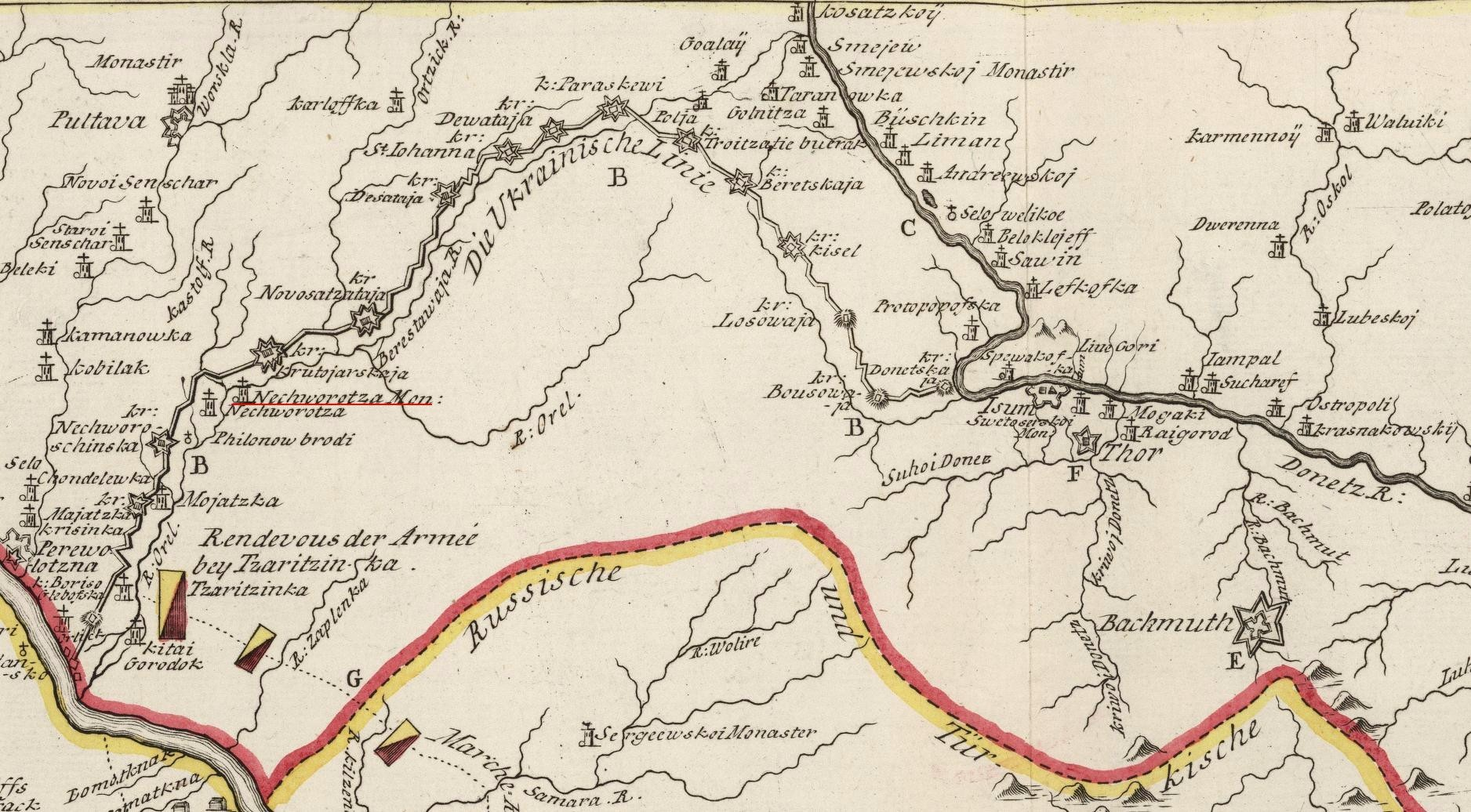
Українська лінія (1745).

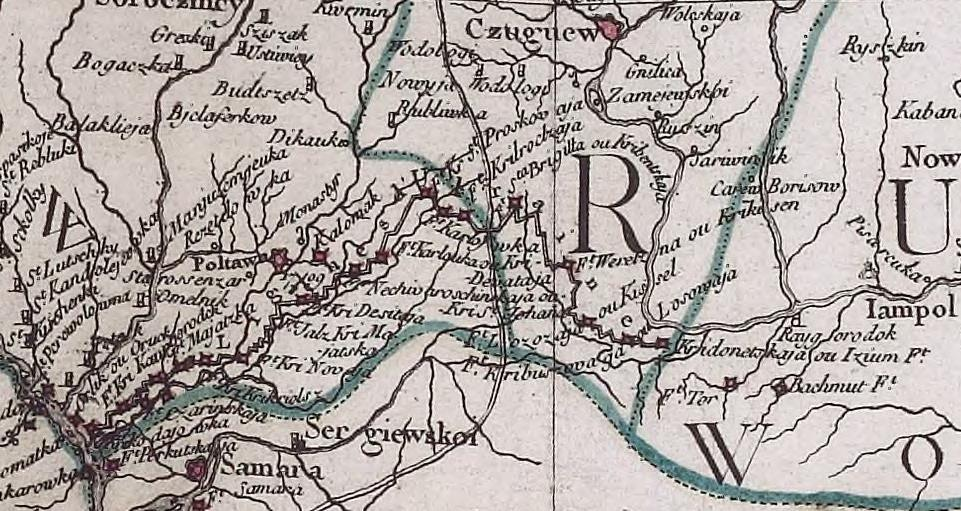
Українська лінія (1769).

Ідея побудови оборонних споруд вздовж Берестової, Орелі, тобто від міста Валок на Слобожанщині до Дніпра, своєрідного продовження Ізюмської лінії, що зводилась у 1680–1681, належала російському генералові Косагову, під керівництвом якого зводилась її західна ділянка. 1682 року він обстежив територію від Валок до містечка Нехворощі на Орелі і запропонував українському гетьманові Івану Самойловичу збудувати оборонні споруди на правому березі названих річок, щоб перекрити Муравський шлях, яким татарські орди часто здійснювали напади на Слобідську та Лівобережну Україну. Більшість дослідників уважає, що гетьман, посилаючись на виснаження козаків у війні з Туреччиною за Чигирин та розуміючи, що будівництво лінії відокремить Запорожжя від Гетьманщини, робив усе можливе, щоб ці задуми не були реалізовані. Однак вони знову були поставлені царським урядом перед Іваном Мазепою у Коломацьких статтях. Прискорило вирішення цього питання перенесення російсько-турецького кордону за умовами Прутської угоди і Константинопольського та Адріанопольського мирних договорів з узбережжя Азовського моря у межиріччя Самари та Орелі (1714).
З кінця 20-х років XVIII століття Російська імперія почала активно готуватись до війни з Османською імперією за повернення Азова і Північного Приазов'я. Для посилення обороноздатності південних кордонів, а також наближення військових баз до Кримського півострова було вирішено спорудити Українську лінію, під прикриттям якої передбачалось поселити 20 ландміліційних полків.

## Плани розвитку
Проєкти перебудови, реконструкції чи продовження Української лінії висувались, фактично, від моменту її будівництва. Пов'язано це було із кількома причинами, викликаними недосконалістю збудованих укріплень. Першим ініціатором перебудови лінії із перейменуванням фортець 1736 року був фельдмаршал Мініх. Після завершення російсько-турецької війни 1735—1739 років неодноразово висувались пропозиції продовження лінії до річки Лугані, або навіть до річки Дон, які не були реалізовані. Їхніми авторами були генерал-лейтенант де Бріні 1743 року, майор ландміліції фон Циклер 1746 року, інженер-капітан Муравйов у 1748—1749 роках.
Останній проєкт продовження лінії та її удосконалення датується 1764 роком, коли було подано відповідний «Докладъ о Украинской линіи и штаты о учережденіи в новωроссійской гγберніи полковъ и о крепостяхъ тамъ же» на ім'я імператриці Катерини II, який підписали відомі діячі часів її правління: генерал-фельдцехмейстер Вільбоа, сенатор Панін, віцепрезидент Військової колегії граф Чернишов та генерал-поручик Мельгунов.
Планувалось побудувати на прямій лінії від гирла річки Самара до гирла річки Луганчик, що впадає у Сіверський Донець, таким чином включивши в неї Слав'яносербію. Передбачалось використовувати три фортеці: в Богородську (Стара Самара) біля гирла Самари, в Бахмуті і побудувати фортецю в гирлі Лугані. Землі на лінії передбачалось розділити на 140 округів, виділивши 32 округи для поселенців, які могли б сплачувати податки і давати грошові доходи. Кожне село планувалось оточити ровом і земляним валом, що дозволило б у випадку ворожого набігу жителям разом зі своєю худобою заховатись.
Тут була утворена Бахмутська провінція Новоросійської губернії, що охоплювала нову лінію. Бахмутська провінція ділилася на Самарський гусарський полк (переведений з Києва Молдавський гусарський полк), Бахмутський гусарський полк і Луганський пікінерний полк.
Внаслідок російсько-турецької війни кінця 60-х років небезпека набігів противника на ці землі минула, що змінило плани розвитку лінії.

## Фортеці і редути
Українська лінія складалась з 16 фортець і 49 редутів, з'єднаних між собою високим земляним валом і глибоким ровом.
Фортеці української лінії:
| Номер | Вигляд | Назва                    | Інші назви                                                                                       | Розташування                                                               | Рік       | Координати           |
| ----- | ------ | ------------------------ | ------------------------------------------------------------------------------------------------ | -------------------------------------------------------------------------- | --------- | -------------------- |
| 1     |        | Петрівська фортеця       | Фортеця святого Петра, до 1738 називалась Донецька фортеця                                       | с. Петрівське (Балаклійський район). При гирлі р. Суха Беречка             | 1731      | 49.163730, 36.890191 |
| 2     |        | Тамбовська фортеця       | до 1738 називалася Бузова фортеця, або Бусова фортеця                                            | с. Мар'ївка (Барвінківський район) при Бузовому плесі                      | 1731      | 49.136049, 36.741880 |
| 3     |        | Слобідська фортеця       | до 1738 називалася Лозова фортеця                                                                | Павлівка Друга (Лозівський район), при р. Лузовий                          | 1731      | 49.215590, 36.578546 |
| 4     |        | Михайлівська фортеця     | Фортеця святого Михайла, до 1738 називалася Кисільна фортеця (Кисіль, Кизіль)                    | Михайлівка (Олексіївська сільська громада)                                 | 1731–1742 | 49.321668, 36.446030 |
| 5     |        | Олексіївська фортеця     | Фортеця святого Олексія, до 1738 називалася за річкою Берецька фортеця                           | Олексіївка (Первомайський район, Харківська область), у верхів'ї р. Берека | 1731–1742 | 49.392243, 36.264049 |
| 6     |        | Єфремівська фортеця      | до 1738 Троїцька фортеця, або Трончатська фортеця, Трончатський Буйрак                           | Єфремівка (Первомайський район) при Трончатських байраках                  | 1731–1742 | 49.441978, 36.064019 |
| 7     |        | Парасківська фортеця     | Фортеця святої Параскеви                                                                         | Парасковія (Нововодолазький район), при Есеневих байраках                  | 1731–1742 | 49.517610, 35.868816 |
| 8     |        | Орловська фортеця        | до 1738 називалася Дев'ята фортеця                                                               | с. Дячківка (Нововодолазький район)                                        | 1731–1742 | 49.472411, 35.722404 |
| 9     |        | Іоаннівська фортеця      | Фортеця святого Іоанна                                                                           | с. Іванівське                                                              | 1731–1742 | 49.440044, 35.585453 |
| 10    |        | Бєльовська фортеця       | Пархомів Буйрак, до 1738 Десята фортеця                                                          | м. Берестин                                                                | 1731–1742 | 49.369017, 35.452845 |
| 11    |        | Козловська фортеця       | Дрієцька, Новозачата, Нова                                                                       | Біля Скалонівки (Зачепилівський район), при гирлі Берестової               |           | 49.237489, 35.263503 |
|       |        | Стара Козловська фортеця |                                                                                                  | При гирлі Берестової                                                       | 1731      | 49.189950, 35.169250 |
| 12    |        | Федорівська фортеця      | Фортеця святого Феодора                                                                          | Залінійне (Зачепилівський район)                                           | 1731      | 49.168657, 35.093911 |
| 13    |        | Ряська фортеця           | до 1738 Крутоярська фортеця                                                                      | Ряське (Машівський район), при урочищі Крутоярському                       |           | 49.173816, 34.916266 |
| 14    |        | Василівська фортеця      |                                                                                                  | Нехвороща (Новосанжарський район)                                          | 1731–1736 | 49.164035, 34.752155 |
|       |        | Городецька фортеця       | Стара Василівська або Нехворощанська. Біля Нехворощі. Фортеця була залишена після побудови нової | Нехвороща (Новосанжарський район), при р. Орель                            | 1731–1736 | 49.137300, 34.666800 |
| 15    |        | Лівенська фортеця        | Маячка, П'ята фортеця                                                                            | Лівенське (Новосанжарський район)                                          |           | 49.109136, 34.519317 |
| 16    |        | Борисоглібська фортеця   | Шоста фортеця                                                                                    | Рудка (Царичанський район), при гирлі р. Очеп                              | 1731–1742 | 48.803148, 34.330804 |

## Основні елементи лінії та роботи з її спорудження
1. Земляний вал, висотою переважно 2 сажні (сажень — 2,13 м), ширина в основі — 3 сажні, а на вершині — 1 сажень;
2. Перед валом викопувався рів завглибшки 2 сажні і завширшки при вершині 3 сажні; в основі рову встановлювались загострені згори колоди, за можливості рів заповнювався водою;
3. У найнебезпечніших місцях на лінії споруджувались фортеці на відстані одна від одної від 6 до 32 верст; за винятком Борисоглібської та Лівенської (п'ятикутних) фортеці мали чотирикутну форму (нових фортець було споруджено 16, а 17-ю стало ретраншаментоване містечко Царичанка);
4. Між фортецями залежно від відстані між ними та місцевості було зведено 49 редутів;
5. Загальна довжина лінії становила 268,5 версти — близько 285 км;
6. Під прикриттям лінії було поселено у 1733–1736 роках дев'ять із 20 передбачуваних ландміліційних полків.

Основна частина робіт зі спорудження лінії була виконана українськими козаками та селянами у 1731—1732 роках. Щорічно в ці роки на лінії працювало по 20 тисяч козаків і по 10 тисяч селян із Гетьманщини, які зобов'язані були виходити на роботу зі своїм інвентарем та провіантом, кожен десятий — з робочою худобою, а козаки — зі зброєю. 1732 року, крім гетьманських полків, зобов'язали вислати до робіт на лінію ще 2 тисячі робітних людей зі слобідських полків. На будівництві лінії тоді загинули тисячі українців. За свідченням військового історика Потто: "Важкість робіт, спека, виснаження, брак харчів та інше уклали у землю цілі тисячі робочого люда. Рятуючись від непосильної праці — "каторжних", як висловлювався про них народ, — українці натовпами тікали на Дон, а на місце втікачів від полків і сіл одразу ж вимагалися нові люди…"
Довго пам'ятали українці ці тяжкі часи, і його сліди досі залишилися у народній свідомості, у пісні, що каже не без гіркої іронії:
Посіяли, поорали,

Да нікому жати:

Пішли наші козаченьки

Лінії копати…"
1732 року на будівництві лінії працювало 32 тисячі українських козаків і селян. Таку ж кількість робітників керівники лінії вимагали виставити і 1733 року. Гетьман і старшина слобідських полків звернулись до імператриці з проханням зменшити удвічі кількість робітних людей, що й було зроблено. Роботи на лінії тривали до 1742 року, відриваючи щорічно від своїх господарств в середньому по 12 тисяч осіб.
Після підписання Белградського договору 1739 року та перенесення російсько-турецького кордону із межиріччя Самари та Орелі на узбережжя Азовського моря роботи на лінії припинились, а з будівництвом Дніпровської лінії у 1770—1783 роках Українська лінія втратила своє військово-оборонне значення.

## Значення
Будівництво Української лінії, утримання й оборона її важким тягарем лягала на людність Гетьманщини й Слобожанщини. Але Українська лінія не змогла врятувати Україну (особливо Слобідську) від тривалих татарських нападів. Українська лінія мала також військове-поліційне значення, бо, зберігаючи «Вольності Війська Запорозького Низового», відокремлювала Запоріжжя від Гетьманщини й перешкоджала втечам на Січ та вільному переходові запорожців на Слобідську і Лівобережну Україну.
Українська лінія (що вже була розформована 1764 року) втратила своє оборонне значення у 1770-их роках, коли на півдні від неї (на віддалі 175—180 км) збудовано нову — Дніпровську лінію. Проте Українська лінія сприяла подальшому заселенню краю.